# فريتز كون
فريتز كون (بالألمانية: Fritz Kuhn)‏ هو سياسي ألماني، ولد في 29 يونيو 1955 في باد مرغنتهايم في ألمانيا. حزبياً، نشط في الحزب الديمقراطي الاجتماعي الألماني ( – 1978) وحزب الخضر الألماني (1980 – ).

## مناصب
- انتخب عضو مجلس الشورى الموحد بادن فورتمبيرغ  [لغات أخرى]‏ (1992 – ).
- انتخب عضو مجلس الشورى الموحد بادن فورتمبيرغ  [لغات أخرى]‏ (1984 – 1988).
- انتخب عضو في البوندستاغ الألماني عن دائرة هايدلبرغ [الإنجليزية]‏ خلال فترته النيابية  [لغات أخرى]‏ (2002 – 2013).
- انتخب اللورد العمدة شتوتغارت (7 يناير 2013 – ).

## وصلات خارجية
- فريتز كون على موقع مونزينجر (الألمانية)

- الموقع الرسمي